# Leptoceratops
A Leptoceratops gracilis a hüllők (Reptilia) osztályának dinoszauruszok csoportjába, ezen belül a madármedencéjűek (Ornithischia) rendjébe, a Cerapoda alrendjébe és a Leptoceratopsidae családjába tartozó faj.
A Leptoceratops egy ősi ceratopsia volt, amely a késő kréta korban élt, a mai Nyugat-Észak-Amerika területén. Kortársa volt a hatalmas Triceratopsnak és a Torosaurusnak. Maradványait a kanadai Albertában és az USA-beli Wyomingben találták. Valószínűleg képes volt a hátsó lábaira állni, sőt szaladni is. A Leptoceratops körülbelül 2 méter hosszú volt, tömege 68-200 kilogramm között lehetett.

## Felfedezése
A Leptoceratops volt az első kistestű ceratopsia, amelyet leírtak. Az állatot 1910-ben fedezték fel, de csak négy évre rá írta le Barnum Brown, az albertai Red Deer Völgyében. Az első példány koponyája hiányos volt, de 1947-ben, Charles Mortram Sternberg több jól megmaradt példányt talált; ezek között egy teljes csontváz is volt. 1978-ban, Észak-wyomingi Bighorn Basinban még felfedeztek néhány Leptoceratops maradványt. A Leptoceratops nembe tartozó faj neve: Leptoceratops gracilis. 1942-ben, Montana államban is találtak Leptoceratopsra hasonló kövületeket, ezeket elnevezték Leptoceratops cerorhynchosnak, de később egy új nembe sorolták: Montanoceratops.

## Rendszerezése
A Leptoceratops a ceratopsziákhoz tartozott, ezek növényevő dinoszauruszok voltak, amelyeknek papagájszerű csőrrük volt. Észak-Amerikában és Ázsiában sok fajuk élt a kréta korban. A Leptoceratopsot korábban a Protoceratopsidae családba sorolták, de manapság a Leptoceratopsidae családba helyezik.

## Életmódja
A Leptoceratops, mint minden ceratopszia, növényevő volt. A kréta korban még ritkák voltak a virágos növények, úgyhogy az állat valószínűleg a korabeli bőséges növényzettel táplálkozott, mint amilyenek a páfrányok, cikászok és fenyőfélék voltak. A ceratopszia éles csőrét használta, hogy harapjon a levelekből és tüskékből.